# Аялу (вулкан)
Аялу или Гебель-Айелу — вулкан на территории Афарской котловины в регионе Афар в Эфиопии.
Аялу — стратовулкан, высотой 2145 метров. Расположен в 240 километрах к северу-востоку от Аддис-Абебы. Сложен риолитами. Возник в результате выброса игнимбритов вулкана Адуа. Возможно взрывное извержение было в 1928 году.
На западных склонах вулкана расположены горячие источники.